# قسم اشترجان الريفي (مقاطعة فلاورجان)
قسم اشترجان الريفي (بالفارسية: دهستان اشترجان) هي منطقة سكنية تقع في البلدة المركزية في إيران. يقدر عدد سكانها بـ 13,958 نسمة .